# Amy Buisson
Amy Buisson (* 24. April 1649 in Genf; † 1. Januar 1721 in Avesnes-sur-Helpe) war ein Genfer Brigadier in fremden Diensten.

## Leben
Amy Buisson war der Sohn des Syndikus der Republik Genf Jean Buisson (1613–1666) und dessen dritter Ehefrau Susanne (1623–1669), Tochter des Generalstaatsanwalts Pierre Lect (1593–1630).
Er trat 1673 in französische Dienste und wurde Leutnant der Schweizergarde, bis er 1677 diese Funktion gegen eine Kompanie im Regiment Greder eintauschte;  in dieser Zeit war er seit 1675 Mitglied des Genfer Rats der Zweihundert.
1690 wechselte er in das Regiment Polier und wurde 1706 Brigadier; 1715 erwarb er das Berner Regiment Hans Rudolf von May (1652–1715), das für das Königshaus der Bourbonen kämpfte. Er war der Befehlshaber der festen Plätze Huy, Charleroi, Ypern, Namur und Gent, die alle im heutigen Belgien liegen.
1716 entwarf Amy Buisson in Genf einen Plan für neue Stadtbefestigungen.

## Schriften (Auswahl)
- Amy Buisson; Collet; Jacques-André Saladin; Jean-Daniel Saladin: Mémoire sur le partage, pour le sieur Amy Buisson, héritier de César Buisson, son frère, contre Jacques-André et Jean-Daniel Saladin, banquiers de la ville de Genève, et consorts. Paris: Imp. de C. - L. Thiboust, 1715.